# 이즈니크

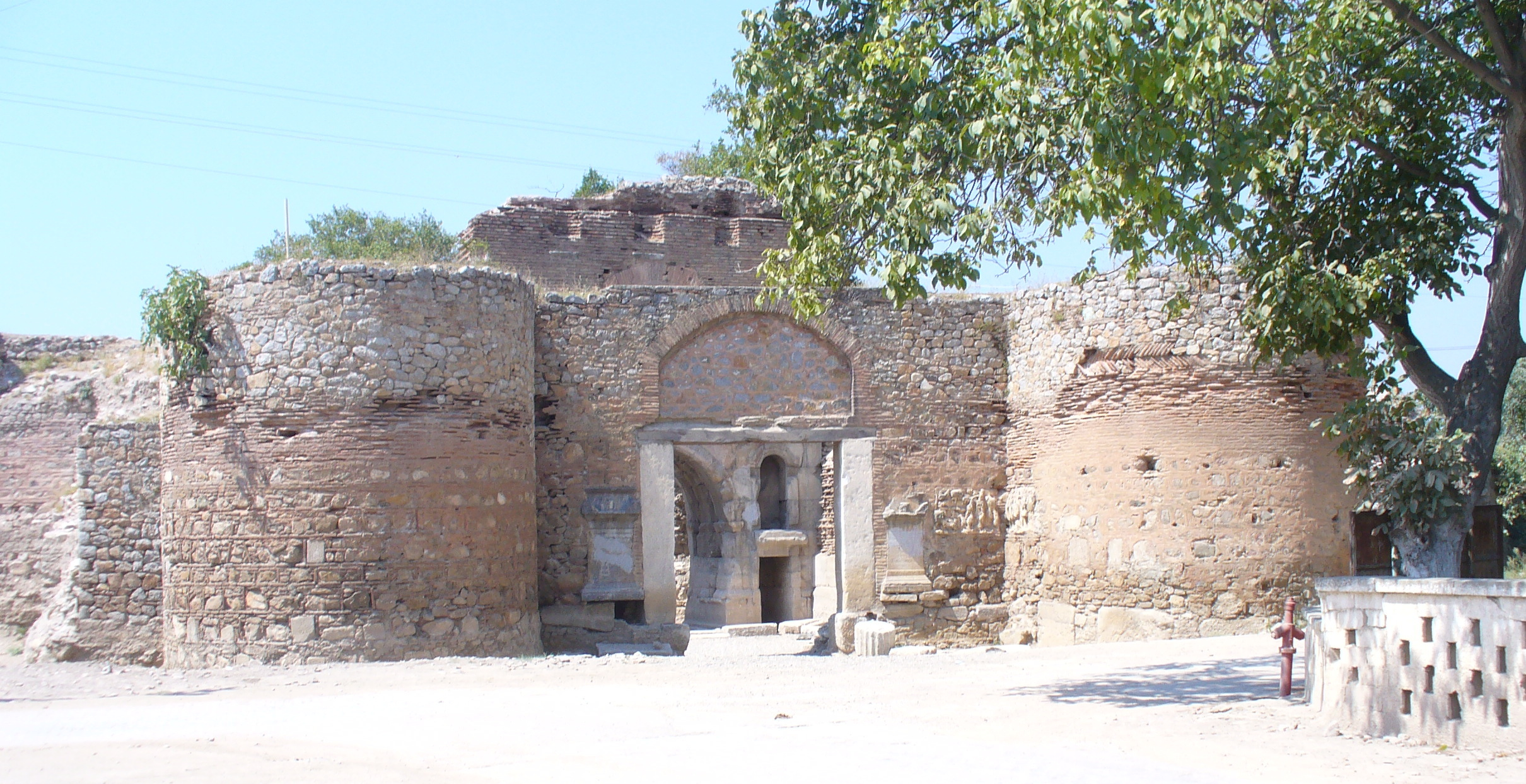
The Lefke Gate, 니케아 성벽의 일부

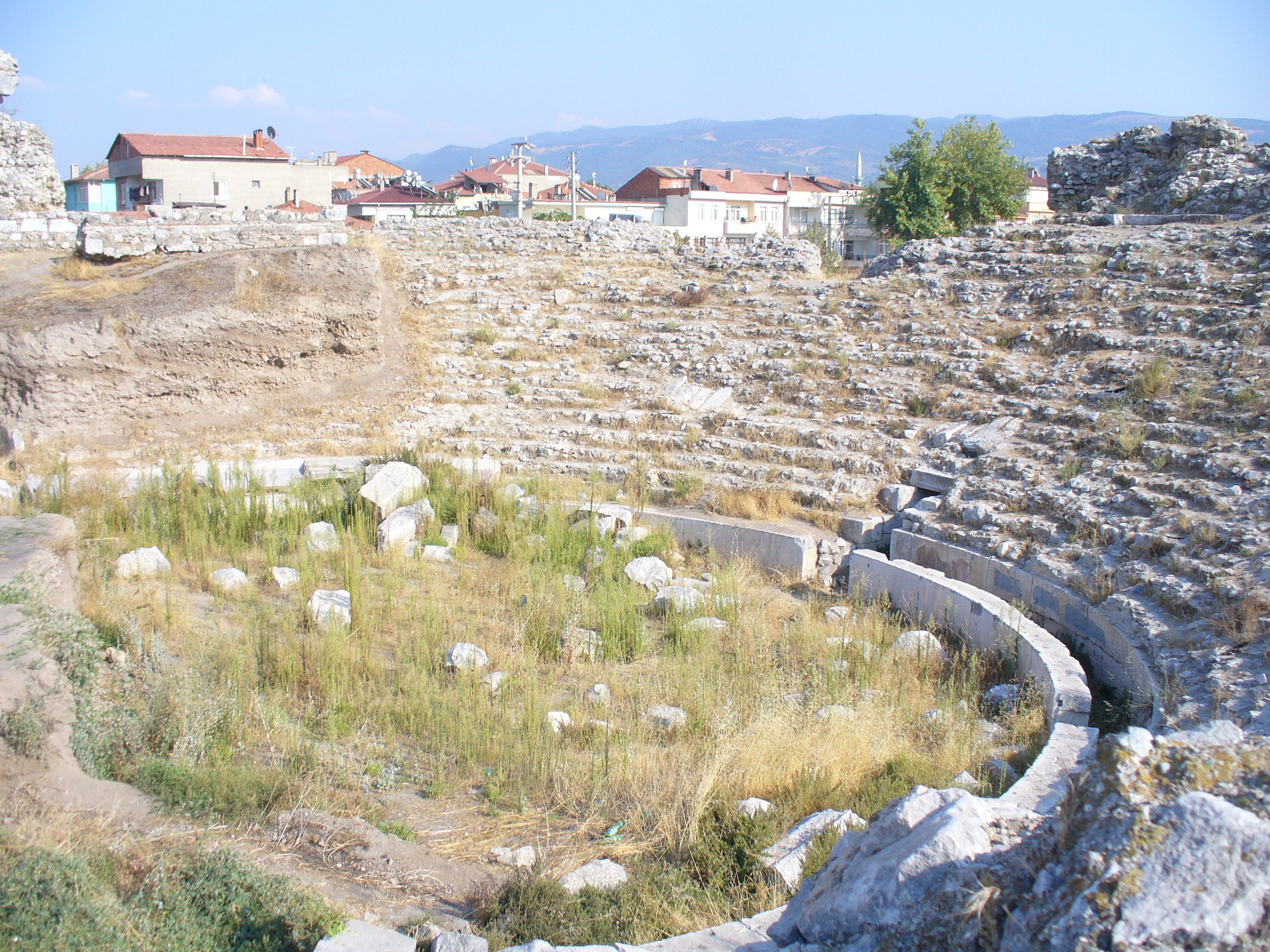
Pliny가 재건한 극장으로, 다시 붕괴되고 있다.

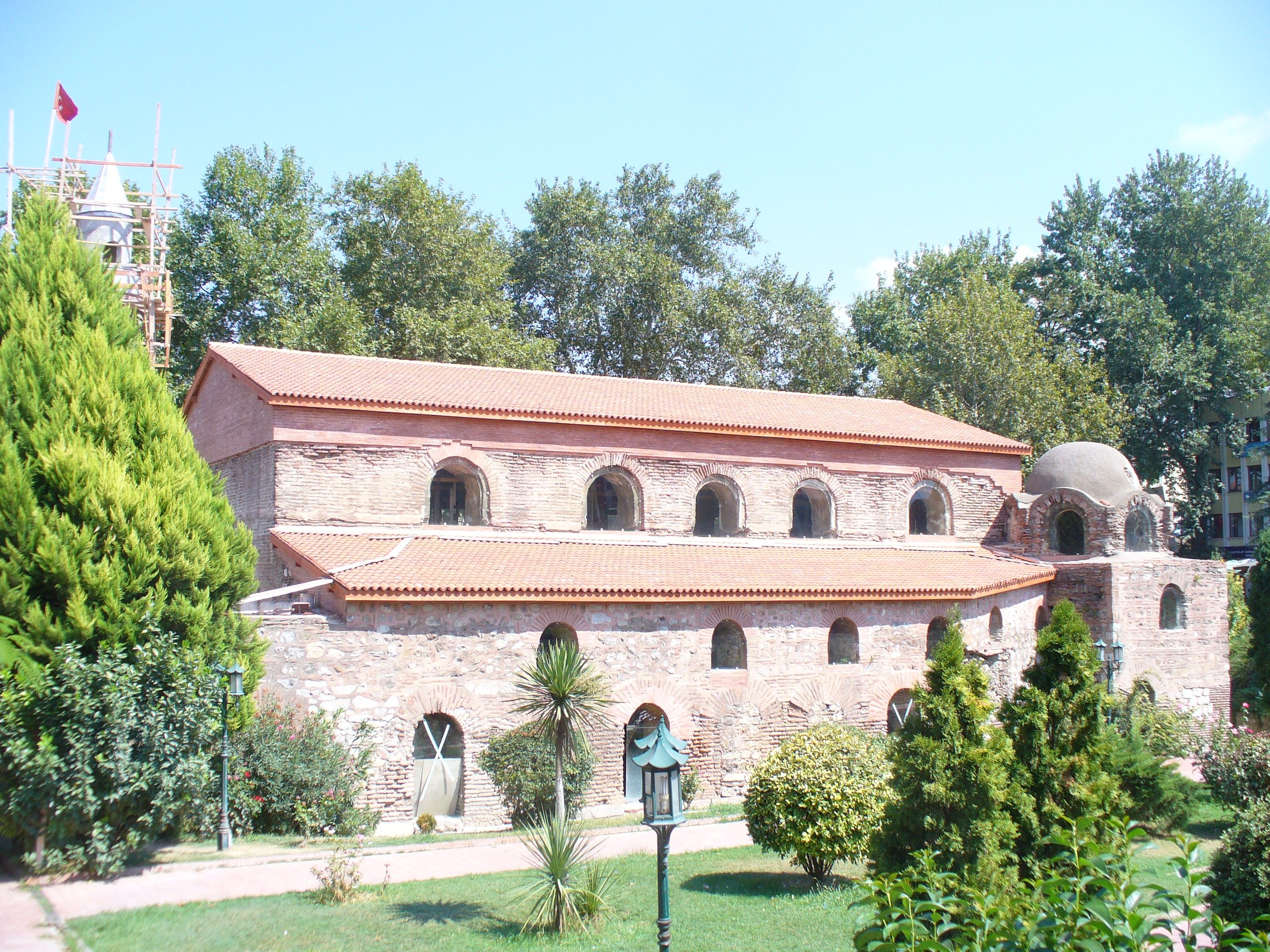
니케아의 Hagia Sophia

이즈니크(튀르키예어: İznik)는 터키의 아나톨리아의 부르사 지방에 위치한 도시의 이름이다. 오랜 역사를 가진 도시로 니카이아(그리스어: Νίκαια) 또는 니케아라는 이름으로 더욱 많이 알려졌다.

## 역사
보이오티아인들이 건설한 고대 도시 안코레 (혹은 헬리코레)로 출발해 알렉산드로스 대왕이 죽은 후인 기원전 316년 마케도니아 왕국의 애꾸눈왕 안티고노스 1세가 다시 건설하여 자신의 이름을 따서 안타고네이아(그리스어: Αντιγόνεια)로 불렀다. 알렉산드로스 대왕의 후계자들이 안티고노스에게서 이 지역을 다시 빼앗았고 그중에 한사람인 리시마쿠스가 기원전 301년 이 도시를 자신의 아내인 니카이아의 이름을 따서 다시 니카이아(그리스어: Νίκαια)로 개명하였다.
이 도시는 갈라티아와 프리기아를 잇는 요충지로 비티니아 왕국의 중요도시였다가 다시 로마에게 넘어갔고 그 뒤를 이은 비잔티움 제국에서도 이 지역의 중심도시의 역할을 했다. 특히 기독교 공의회가 이곳에서 두번이나 열렸고 (1차 공의회(325년), 2차(787년) 1204년 비잔티움 제국이 제4차 십자군에 잠시 무너지고 그 뒤를 이어 생겨난 니케아 제국은 이 도시를 수도로 하였다.
1331년에 오스만 제국의 오르한 1세는 니케아를 정복하고 이름을 이즈니크로 바꾸었다. 이즈니크는 그 후 약 100면간 오스만 제국에서 중요한 도시로 남아있다가 1453년 콘스탄티노폴리스의 함락 이후로 이스탄불이 오스만의 중심지로 성장하기 시작하면서 다소 쇠퇴했다.

## 이즈니크 도자기

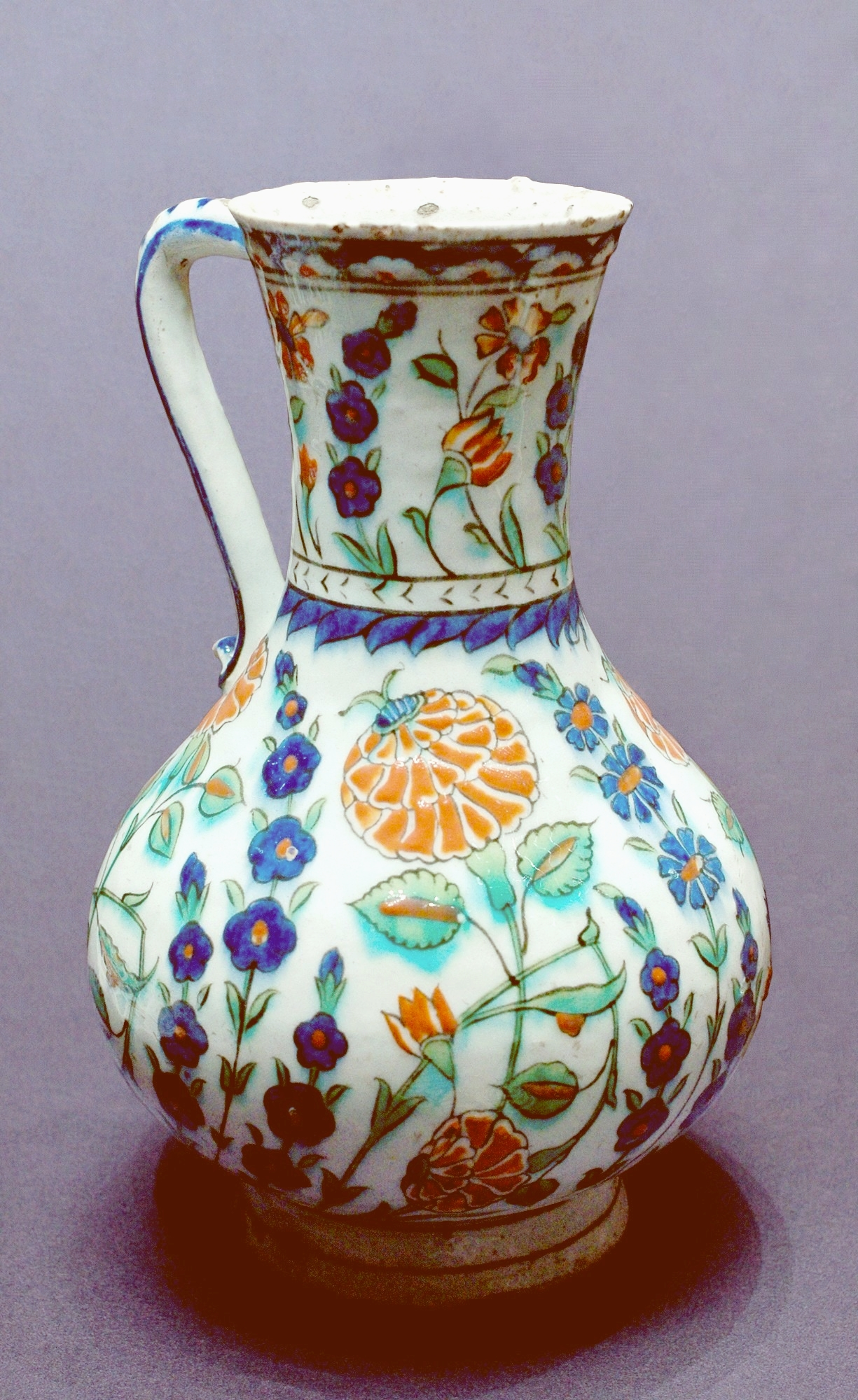
이즈니크 도자기.

이즈니크는 16세기경 파이앙스 도자기 제조법이 도입되어 도자기의 도시로 다시 활기를 띠었고 아름답고 화려한 도자기와 최고급 타일로 유명했다. 이스탄불의 아름다운 건축물에 이 도자기와 타일들이 사용되었다. 그러나 그 이후에 도자기 산업이 역시 이스탄불로 옮겨 가면서 다시 이즈니크는 쇠퇴하였고 지금은 과거의 영화를 잃고 작은 소도시로 남아있다.